# Bernard Demartial
Bernard Demartial es un deportista francés que compitió en vela en la clase 470. Ganó una medalla de bronce en el Campeonato Mundial de 470 de 1971.

## Palmarés internacional
| Campeonato Mundial | Campeonato Mundial | Campeonato Mundial | Campeonato Mundial |
| Año                | Lugar              | Medalla            | Clase              |
| ------------------ | ------------------ | ------------------ | ------------------ |
| 1971               | Ostende (Bélgica)  | Medalla de bronce  | 470                |